# Йон Гвідетті
Йон Гвідетті‎ (швед. John Guidetti, нар. 15 квітня 1992, Стокгольм) — шведський футболіст, нападник столичного клубу АІК.

## Клубна кар'єра
Народився 15 квітня 1992 року в Стокгольмі. Вихованець шведського клубу «Броммапойкарна» та кенійських футбольних академій, де його батько працював зі шведським освітнім проектом.
Своєю грою за цю команду привернув увагу представників тренерського штабу «Манчестер Сіті» з яким підписав контракт 2008 року, але на правах оренди продовжив виступи за рідний клуб «Броммапойкарна».
На початку 2009 року повернувся в Манчестер. У своєму першому сезоні за молодіжну команду «Манчестер Сіті» Гвідетті забив 13 м'ячів в 13-и матчах. У першому ж матчі за нову команду гравець зробив хет-трик у матчі проти «Бернлі».
Перед початком сезону 2010 шведський «Юргорден» намагався взяти гравця в оренду на рік, але в підсумку Гвідетті відправився в свій колишній клуб «Броммапойкарна». За перші 8 матчів чемпіонату Швеції гравець забив 3 голи і зробив 4 результативні передачі, зайнявши таким чином 3-е місце в гонці бомбардирів.
Зважаючи на хороші результати гравця, головний тренер «Манчестер Сіті» влітку 2010 року Роберто Манчіні захотів побачити, як молодий нападник буде виглядати у складі першої команди, і взяв гравця на передсезонний річний збір до США. Під час туру по Америці Гвідетті дебютував за команду, вийшовши на заміну в другому таймі в матчі проти «Спортінга». Приблизно через 2 місяці, 22 листопада 2010 року, Гвідетті вперше зіграв за клуб в офіційному матчі на Кубок Ліги проти «Вест Бромвіча».
Незабаром після цього Йон був відданий в оренду в «Бернлі», де і виступав до січня 2011 року.
Влітку 2011, в останній день трансферного вікна, «Феєнорд» та «Манчестер Сіті» домовилися про річну оренду гравця в голландський клуб. Гвідетті дебютував за свій новий Клуби 11 вересня 2011 року в матчі проти «НАКа», відразу забивши гол з пенальті. 18 грудня 2011 року Гвідетті зробив хет-трик у переможному матчі проти «Твенте». Усього протягом сезону Йон в 23 іграх відзначився 20 разів, ставши найкращим бомбардиром команди.
Наприкінці червня 2012 року повернувся до «Манчестер Сіті», де знову не зміг пробитись до основної команди.
14 січня 2014 року на правах оренди до кінця сезону був відданий в оренду в «Сток Сіті». За півроку, проведених у цьому клубі, лише 6 разів виходив на поле в іграх чемпіонату, кожного разу на заміну. У вересні 2014 року був знову відданий в оренду, цього разу до шотландського «Селтіка».
11 липня 2015 року на правах вільного агента перейшов у «Сельту». Більшість часу, проведеного у складі «Сельти», був основним гравцем команди і у сезоні 2015/16 з 5 голами став найкращим бомбардиром Кубка Іспанії. На початку 2018 року був відданий в оренду в «Алавес». Станом на 15 квітня 2018 року відіграв за баскський клуб 12 матчів в національному чемпіонаті.

## Виступи за збірні
2007 року дебютував у складі юнацької збірної Швеції, взяв участь у 18 іграх на юнацькому рівні, відзначившись 14 забитими голами.
З 2010 року залучався до складу молодіжної збірної Швеції. На молодіжному рівні зіграв у 23 офіційних матчах, забив 12 голів. У 2015 році в складі збірної до 21 року виграв молодіжний чемпіонат Європи у Чехії.
29 лютого 2012 року дебютував в офіційних матчах у складі національної збірної Швеції в товариському матчі проти збірної Хорватії, вийшовши по перерві замість Югана Ельмандера.
У складі збірної був учасником чемпіонату Європи 2016 року у Франції, чемпіонату світу 2018 року у Росії.

## Статистика виступів

### Статистика клубних виступів
| Сезон                      | Команда                    | Чемпіонат                  | Чемпіонат | Чемпіонат | Національний кубок | Національний кубок | Національний кубок | Континентальні кубки | Континентальні кубки | Континентальні кубки | Інші змагання | Інші змагання | Інші змагання | Усього | Усього |
| Сезон                      | Команда                    | Ліга                       | Ігор      | Голів     | Ліга               | Ігор               | Голів              | Ліга                 | Ігор                 | Голів                | Ліга          | Ігор          | Голів         | Ігор   | Голів  |
| -------------------------- | -------------------------- | -------------------------- | --------- | --------- | ------------------ | ------------------ | ------------------ | -------------------- | -------------------- | -------------------- | ------------- | ------------- | ------------- | ------ | ------ |
| 2008                       | «Броммапойкарна»           | С                          | 2         | 0         | КШ                 | 0                  | 0                  |                      |                      |                      |               |               |               | 2      | 0      |
| 2008-09                    | «Манчестер Сіті»           | ПЛ                         | 0         | 0         | КА+КЛ              | 0                  | 0                  | КУЄФА                | 0                    | 0                    |               |               |               | 0      | 0      |
| 2009-10                    | «Манчестер Сіті»           | ПЛ                         | 0         | 0         | КА+КЛ              | 0                  | 0                  |                      |                      |                      |               |               |               | 0      | 0      |
| 2010                       | «Броммапойкарна»           | С                          | 8         | 3         | КШ                 | 0                  | 0                  |                      |                      |                      |               |               |               | 8      | 3      |
| Усього за «Броммапойкарна» | Усього за «Броммапойкарна» | Усього за «Броммапойкарна» | 10        | 3         |                    | 0                  | 0                  |                      |                      |                      |               |               |               | 10     | 3      |
| 2010-11                    | «Манчестер Сіті»           | ПЛ                         | 0         | 0         | КА+КЛ              | 0+1                | 0                  | ЛЧ                   | 0                    | 0                    |               |               |               | 1      | 0      |
| 2010-11                    | «Бернлі»                   | Ч                          | 5         | 1         | КА+КЛ              | 0                  | 0                  |                      |                      |                      |               |               |               | 5      | 1      |
| 2011-12                    | «Феєнорд»                  | Е                          | 23        | 20        | КН                 | 0                  | 0                  |                      |                      |                      |               |               |               | 23     | 20     |
| 2012-13                    | «Манчестер Сіті»           | ПЛ                         | 0         | 0         | КА+КЛ              | 0                  | 0                  | ЛЧ                   | 0                    | 0                    | СА            | 0             | 0             | 0      | 0      |
| 2013–14                    | «Манчестер Сіті»           | ПЛ                         | 0         | 0         | КА+КЛ              | 0+0                | 0                  | ЛЧ                   | 0                    | 0                    | -             | -             | -             | 0      | 0      |
| Усього за «Манчестер Сіті» | Усього за «Манчестер Сіті» | Усього за «Манчестер Сіті» | -         | -         |                    | 1                  | 0                  |                      | -                    | -                    |               | -             | -             | 1      | 0      |
| 2013–14                    | «Сток Сіті»                | ПЛ                         | 6         | 0         | КА+КЛ              | 0+0                | 0                  | -                    | -                    | -                    | -             | -             | -             | 6      | 0      |
| 2014–15                    | «Селтік»                   | ПШ                         | 24        | 8         | КШ+КЛ              | 5+4                | 2+4                | ЛЧ+ЛЄ                | 0+2                  | 0+1                  | -             | -             | -             | 35     | 15     |
| 2015–16                    | «Сельта»                   | ПД                         | 35        | 7         | КІ                 | 8                  | 5                  | -                    | -                    | -                    | -             | -             | -             | 43     | 12     |
| 2016–17                    | «Сельта»                   | ПД                         | 23        | 4         | КІ                 | 6                  | 1                  | ЛЄ                   | 13                   | 4                    | -             | -             | -             | 40     | 8      |
| 2017-gen. 2018             | «Сельта»                   | ПД                         | 8         | 0         | КІ                 | 2                  | 1                  | -                    | -                    | -                    | -             | -             | -             | 10     | 1      |
| Усього за «Сельту»         | Усього за «Сельту»         | Усього за «Сельту»         | 66        | 11        |                    | 16                 | 7                  |                      | 13                   | 4                    |               | -             | -             | 95     | 22     |
| 2017–18                    | «Депортіво Алавес»         | ПД                         | 12        | 2         | КІ                 | 2                  | 0                  | -                    | -                    | -                    | -             | -             | -             | 14     | 2      |
| Усього за кар'єру          | Усього за кар'єру          | Усього за кар'єру          | 146       | 45        |                    | 28                 | 13                 |                      | 15                   | 5                    |               | -             | -             | 189    | 63     |

### Статистика виступів за збірну
| Дата       | Місто       | Господарі   | Результат | Гості             | Турнір                               | Голи | Примітки |
| ---------- | ----------- | ----------- | --------- | ----------------- | ------------------------------------ | ---- | -------- |
| 29-2-2012  | Загреб      | Хорватія    | 1 – 3     | Швеція            | товариський матч                     | -    | 46'      |
| 18-11-2014 | Марсель     | Франція     | 1 – 0     | Швеція            | товариський матч                     | -    | 67'      |
| 9-10-2015  | Вадуц       | Ліхтенштейн | 0 – 2     | Швеція            | Відбір до ЧЄ 2016                    | -    | 62'      |
| 12-10-2015 | Стокгольм   | Швеція      | 2 – 0     | Молдова           | Відбір до ЧЄ 2016                    | -    |          |
| 14-11-2015 | Стокгольм   | Швеція      | 2 – 1     | Данія             | Відбір до ЧЄ 2016                    | -    | 82'      |
| 24-3-2016  | Анталья     | Туреччина   | 2 – 1     | Швеція            | товариський матч                     | -    | 62'      |
| 29-3-2016  | Стокгольм   | Швеція      | 1 – 1     | Чехія             | товариський матч                     | -    | 46'      |
| 30-5-2016  | Мальме      | Швеція      | 0 – 0     | Словенія          | товариський матч                     | -    |          |
| 5-6-2016   | Стокгольм   | Швеція      | 3 – 0     | Уельс             | товариський матч                     | 1    | 76'      |
| 13-6-2016  | Сен-Дені    | Ірландія    | 1 – 1     | Швеція            | ЧЄ 2016 - 1-й етап                   | -    | 59'      |
| 17-6-2016  | Тулуза      | Італія      | 1 – 0     | Швеція            | ЧЄ 2016 - 1-й етап                   | -    | 85'      |
| 22-6-2016  | Ніцца       | Швеція      | 0 – 1     | Бельгія           | ЧЄ 2016 - 1-й етап                   | -    | 63'      |
| 6-9-2016   | Стокгольм   | Швеція      | 1 – 1     | Нідерланди        | Відбір до ЧС 2018                    | -    | 64'      |
| 7-10-2016  | Люксембург  | Люксембург  | 0 – 1     | Швеція            | Відбір до ЧС 2018                    | -    | 71'      |
| 10-10-2016 | Стокгольм   | Швеція      | 3 – 0     | Болгарія          | Відбір до ЧС 2018                    | -    | 85'      |
| 11-11-2016 | Сен-Дені    | Франція     | 2 – 1     | Швеція            | Відбір до ЧС 2018                    | -    | 73'      |
| 15-11-2016 | Будапешт    | Угорщина    | 0 – 2     | Швеція            | товариський матч                     | -    | 74'      |
| 9-6-2017   | Стокгольм   | Швеція      | 2 – 1     | Франція           | Відбір до ЧС 2018                    | -    | 89'      |
| 13-6-2017  | Осло        | Норвегія    | 1 – 1     | Швеція            | товариський матч                     | -    | 69'      |
| 27-3-2018  | Крайова     | Румунія     | 1 – 0     | Швеція            | товариський матч                     | -    | 87'      |
| 23-6-2018  | Сочі        | Німеччина   | 2 – 1     | Швеція            | ЧС 2018 - груповий етап              | -    | 78'      |
| 7-7-2018   | Самара      | Швеція      | 0 – 2     | Англія            | ЧС 2018 - чвертьфінал                | -    | 65' 88'  |
| 6-9-2018   | Прага       | Австрія     | 2 – 0     | Швеція            | товариський матч                     | -    | 46'      |
| 11-10-2018 | Калінінград | Росія       | 0 – 0     | Швеція            | Ліга націй УЄФА 2018-2019 - 1-й етап | -    | 71'      |
| 16-10-2018 | Стокгольм   | Швеція      | 1 – 1     | Словаччина        | товариський матч                     | 1    |          |
| 20-11-2018 | Стокгольм   | Швеція      | 2 – 0     | Росія             | Ліга націй УЄФА 2018-2019 - 1-й етап | -    | 89'      |
| 7-6-2019   | Стокгольм   | Швеція      | 3 – 0     | Мальта            | Відбір до ЧЄ 2020                    | -    | 85'      |
| 18-11-2019 | Стокгольм   | Швеція      | 3 – 0     | Фарерські острови | Відбір до ЧЄ 2020                    | 1    | 65'      |
| 5-9-2020   | Стокгольм   | Швеція      | 0 – 1     | Франція           | Ліга націй УЄФА 2020-2021 - 1-й етап | -    | 77'      |
| Усього     |             | Матчів      | 29        |                   | Голів                                | 3    |          |

## Титули і досягнення

### Командні
- Володар Кубка шотландської ліги (1):

«Селтік»: 2014-15
- Молодіжний чемпіон Європи (1):

Швеція (U-21): 2015

### Особисті
- Гравець місяця шотландської Прем'єр-ліги: жовтень 2014
- Найкращий бомбардир Кубка Іспанії :2015-16 (5 голів)

## Особисте життя
Його дідусь по батьківській лінії — італієць, а бабуся наполовину шведка, наполовину бразилійка.
Його батько працював в Африці зі шведським освітнім проектом, тому перші кроки в футболі Йон зробив у Найробі, Кенія. Крім навчання у футбольній академії Ліги Ндого Йон грав у футбол зі старшими хлопцями з нетрів Найробі.